# Mnium pervilleanum
Mnium pervilleanum là một loài Rêu trong họ Mniaceae. Loài này được (Besch.) Müll. Hal. mô tả khoa học đầu tiên năm 1900.